# Tennisser

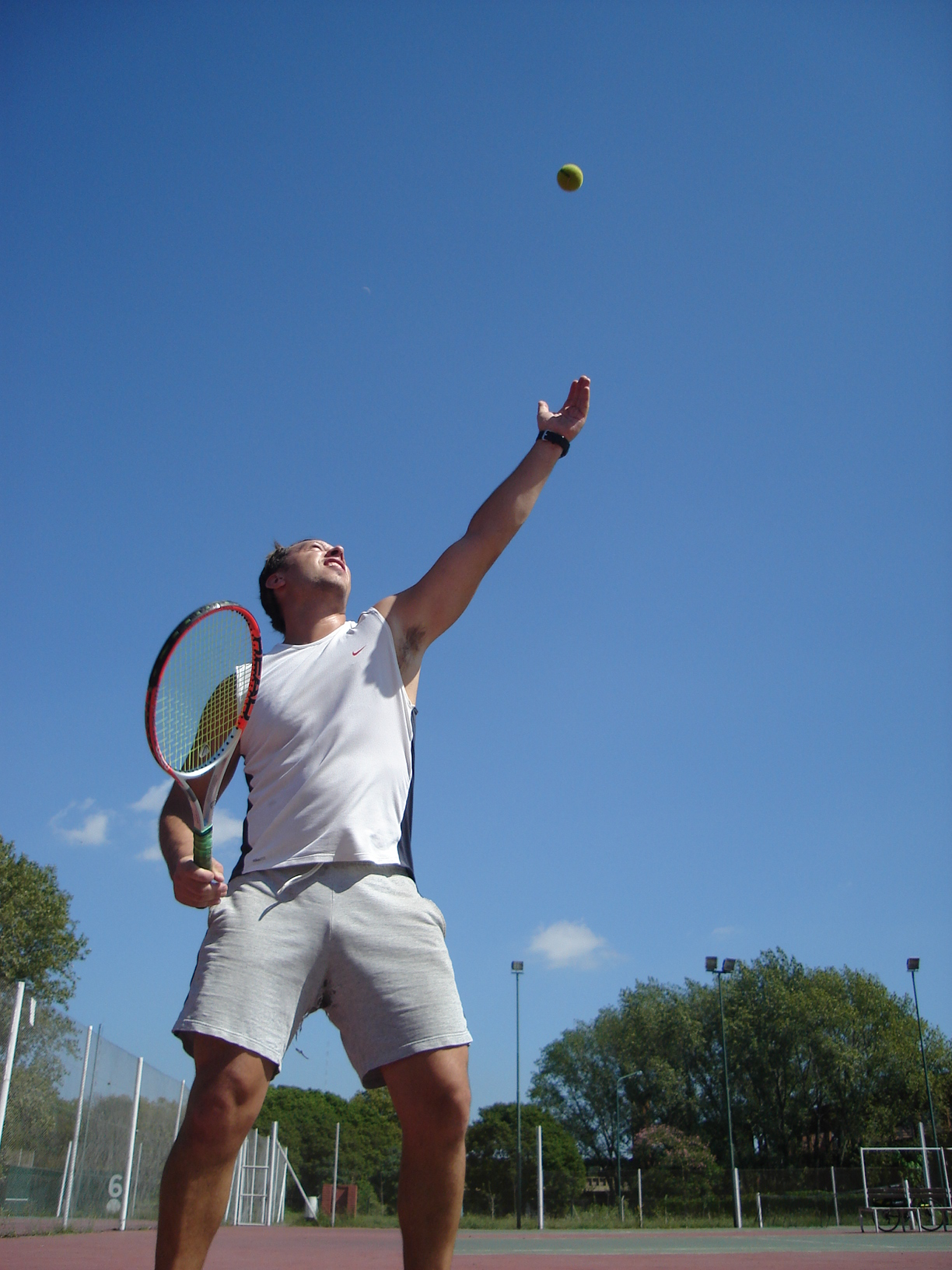
Tennisser

Een tennisser is iemand die tennis speelt. Met toptennisser wordt een internationaal professioneel tennisser of tennisster bedoeld die voorkomt of voorkwam op de belangrijkste internationale profranglijsten (mannen en vrouwen) van deze sport. Namen van toptennissers worden op de twee lijsten hieronder alfabetisch weergegeven.
- Lijst van mannelijke tennissers
- Lijst van vrouwelijke tennissers

Finalisten van grandslamtoernooien
- Lijst van Australian Openwinnaars
- Lijst van Roland Garroswinnaars
- Lijst van Wimbledonwinnaars
- Lijst van US Openwinnaars

Alles over tennis
- Tennis van A tot Z